# 森田雄三郎
森田 雄三郎（もりた ゆうざぶろう、1930年1月21日 - 2000年4月25日）は、日本の神学者、同志社大学名誉教授。
日本基督教学会理事。学会誌『日本の神学』編集委員長。

## 来歴
大阪府堺市生まれ。
1960年、京都大学大学院文学研究科基督教学専攻満期退学。
1961年、同志社大学商学部専任講師。1963年、助教授。1963年7月、フルブライト留学生としてニューヨークのユニオン神学校留学。
1964年5月、STM課程修了、神学修士。1969年、同志社大教授。
1975年、「キリスト教の近代性 : 神学的思惟における歴史の自覚」により京都大学文学博士。
1976年から1977年まで、スイスのバーゼル大学で在外研究。1995年、同志社大定年、名誉教授。
1996年、大阪学院大学国際学部教授。1999年10月退職。

## 著書
- 『キリスト教の近代性 神学的思惟における歴史の自覚』（創文社） 1972
- 『シュヴァイツァー』（日本基督教団出版局、人と思想シリーズ） 1973
- 『キリスト教の四季 宗教の本質』（朝日カルチャーセンター講座カセット） 1984
- 『現代神学はどこへ行くか』（教文館） 2005
- 『神なきところに神を見る』（森田雄三郎著作刊行会） 2006

### 共著
- 『ユダヤ思想』（荒井章三共著、大阪書籍、朝日カルチャーブックス） 1985

## 翻訳
- 『イエス伝研究史 シュヴァイツァー著作集』（遠藤彰共訳、白水社） 1960